# Víctor Torres Estévez
Víctor Torres Estévez (Puno, 20 de septiembre de 1947) es un abogado, catedrático y político peruano. Fue congresista de la república durante el breve periodo 2000-2001 y alcalde de la ciudad de Puno desde 1996 hasta 1998.

## Biografía
Víctor Torres Estévez nació en Puno, región ubicada al sur del Perú, el 20 de septiembre de 1947.
Es abogado graduado por la Universidad Nacional del Altiplano de Puno y doctor en Educación.
Se desempeñó como docente universitario y como catedrático en Derecho Penal en la Universidad Nacional del Altiplano de Puno. Fue también decano de la Facultad de Ciencias Jurídicas y Políticas y dos veces rector de la UNAP (1989-1994 y 1994-1995).
Como político incursiona en las elecciones municipales del año 1995, en donde fue elegido independientemente como alcalde de la Municipalidad Provincial de Puno para el periodo 1996-1998. Fue también vicepresidente de la Asociación de Municipalidades del Perú (AMPE).
En el año 2000 postuló al Congreso de la República por las filas de Perú 2000, alianza del fujimorismo con el cual buscaban un tercer gobierno. Torres fue elegido como congresista representante de la región Puno para el periodo parlamentario 2000-2005 y como congresista ejerció la presidencia de la Comisión de Acusaciones Constitucionales del Congreso para el lapso 2000-2001. Sin embargo su cargo fue reducido hasta el 28 de julio del año 2001 debido a la renuncia del presidente Alberto Fujimori tras la difusión de los “Vladivideos” y la toma de mando de Valentín Paniagua como presidente interino del Perú.
Torres decidió alejarse de las filas del fujimorismo debido al respaldo a Alberto Kouri, congresista que recibió dinero de Vladimiro Montesinos para dejar el grupo de oposición a cambio de pasarse al oficialismo. Junto con Cecilia Martínez del Solar formaron el Grupo Parlamentario Independiente, bancada integrada por el exmiembro del fujimorismo que colaboraban con los congresistas de la oposición.
En el 2001, Víctor Torres buscó ser reelegido como congresista y postuló por Somos Perú, partido político de Alberto Andrade. Sin embargo, Torres obtuvo solamente 3,568 votos sin resultar reelecto.